# Haïku Studios
 (septembre 2019).
Si vous disposez d'ouvrages ou d'articles de référence ou si vous connaissez des sites web de qualité traitant du thème abordé ici, merci de compléter l'article en donnant les références utiles à sa vérifiabilité et en les liant à la section « Notes et références ».
Haïku Studios était un développeur de jeux vidéo basé en France, fondé par Olivier Cordoleani et Hervé Lange en 1993. Cordoleani et Lange ont tous deux travaillé sur Fer et Flamme (1986, Ubisoft), BAT (1990, Ubisoft ) et BAT II - La Conspiration de Koshan (1992, Ubisoft) sous le nom Computer's Dream dans les années 1980. Le nom Haiku Studios a été inventé en 1993 et se composait de Computer's Dream et de plusieurs autres développeurs. 
La société a développé Down in the Dumps, publié par Philips Media pour MS-DOS, Microsoft Windows, PlayStation et Apple Macintosh en 1996. Un jeu de course en 3D, Demon Driver et Moreau, qui serait en lien avec le film de 1996 L'île du Dr. Moreau (avec Marlon Brando et Val Kilmer ), était en développement au moment du lancement de la société en faillite en 1997. 